# روکاکاساله
روکاکاساله (به ایتالیایی: Roccacasale) یک کومونه در ایتالیا است که در استان لاکویلا واقع شده‌است. روکاکاساله ۱۷٫۲۱ کیلومتر مربع مساحت و ۷۳۰ نفر جمعیت دارد و ۴۵۰ متر بالاتر از سطح دریا واقع شده‌است.